# 桂木東声・京乃春風
桂木東声・京乃春風（かつらぎとうせい・きょうのはるかぜ）は、戦前から戦後にかけて活躍した夫婦漫才コンビ。

## 概要・来歴
桂木東声は東京の人物ではじめ浅草の活動弁士（師匠筋・芸名未詳）、トーキー後二代目（俗に初代）桂小文治門下で落語（こちらも芸名未詳）、講釈師（こちらも師匠筋・芸名未詳）を経て漫談か漫才を迷った末に漫才に転向。最初の相方は千葉出身の日本橋の芸者を春風小柳（初代）と名乗らせコンビを組む。東声の黒紋付き・袴姿で刀を持ち小柳の三味線に合わせて剣舞や得意の弁士・落語・講釈の話術・軽演劇を織り込んだ漫才をやった。主なネタに「忠臣蔵」、「宮本武蔵」などがあった。後に上方に移ったが小柳がヒロポンの中毒で廃業、新たに三遊亭柳枝門下の三遊亭小柳（二代目）を相方にした、戦時中は新興キネマ演芸部所属であった。また東声は司会や漫談でも活躍。
戦後上方の漫才は空襲などで壊滅状態で引退同然であったがしばらくして復帰、最初の相方の春風小柳はヒロポンからも快方していたが地元千葉で名物芸者になっていたので復帰の意思がなく妻の京乃春風を相方とした、戦後は芸風もすっかり変わり東声が洋服でヴァイオリンを持ち、京乃春風は着物を着ていた芸風はのんき節・歌謡曲などをうなる音曲漫才であった。当時の芸風について上岡龍太郎（漫画トリオ）は「なかなかシャレたフランス小噺みたいなものをやってました」と回顧している。昭和30年代まで活動。ともに没年未詳。

## メンバー
- 桂木東声（生没年未詳） - 本名未詳。
- 京乃春風（生没年未詳） - 本名未詳。